# Témoin muet (film)
Pour les articles homonymes, voir Témoin muet.
Témoin muet (Mute Witness) est un thriller-film d'horreur américano-germano-russo-britannique réalisé par Anthony Waller, sorti en 1994.

## Synopsis
Billy Hughes est une jeune femme qui s'occupe du faux maquillage sur les tournages de films. Elle est muette et s'est fait engager par son beau-frère Andy sur le tournage de son prochain film d'horreur qui se déroule à Moscou. 
Alors que la journée se termine et que Billy compte rentrer chez elle avec sa sœur Karen et son beau-frère, ils s'aperçoivent qu'ils ont oublié un objet important pour la suite du tournage qu'il leur faut impérativement. Billy retourne donc rechercher l'objet mais elle se fait enfermer dans le studio accidentellement. 
Tandis que la jeune femme cherche à sortir, elle aperçoit une lumière venant d'un étage en dessous. Elle va voir ce qu'il y a et arrive en plein dans un tournage de film pornographique. Personne ne l'a remarquée. L'acteur est masqué. Un instant après, l'acteur attache les mains de l'actrice et la poignarde sauvagement : il s'agissait d'un snuff movie.  Billy, terrorisée, essaie de s'enfuir discrètement, mais elle fait tomber un portemanteau. Le cadreur et l'acteur, qui sont de mèche, l'ont entendue et se mettent à sa poursuite.
Pendant ce temps, Karen téléphone à Billy. Inquiète qu'elle ne réponde pas, Karen décide d'aller au studio. Billy sort du studio, suivie de très près par le cadreur. Alors qu'elle est sur un escalier qui mène sur l'extérieur, Billy essaie de bloquer la porte, mais le cadreur ouvre violemment la porte et fait tomber Billy dans une poubelle remplie de bobines de films. Karen arrive à ce moment-là. Elle voit Billy et le cadreur. Elle demande ce qui s'est passé. Le cadreur lui explique que Billy a pris peur et que dans sa fuite elle est tombée de l'escalier. Karen veut alors chercher Andy, mais Billy la retient, morte de peur. Billy explique en langage des signes qu'ils ont tué une femme et leur demande d'appeler la police. 
Après de maintes explications, le cadreur et l'acteur disent que tout cela est en réalité de la mise en scène, que la scène de meurtre que Billy a vue fait en fait partie du film. Mais Billy soutient sa version, disant que l'expression qu'elle a vue sur le visage de la femme lorsqu'elle se faisait poignarder n'était pas celle d'une actrice, car personne n'est capable de rendre une expression aussi réelle. Mais les policiers concluent que ce que Billy a vu était bien un tournage de film et non un meurtre.
Billy, Andy et Karen rentrent chez eux. Mais pendant ce temps-là, les deux assassins reçoivent l'ordre de leur chef de tuer les témoins, sans quoi ils n'auront pas l'argent que celui-ci leur avait promis. Il leur donne l'adresse de Billy pour qu'ils aillent la tuer. À partir de là, une soirée terrible s'annonce.

## Fiche technique
- Réalisation et scénario : Anthony Waller
- Production : Avrora Media, Cobblestone Pictures, Comet Film Produktion GmbH, Patoss Films
- Genre : Thriller
- Durée : 1 h 35
- Film interdit aux moins de 12 ans lors de sa sortie en France

## Distribution
- Marina Zudina : Billy Hughes
- Fay Ripley : Karen Hughes
- Evan Richards : Andy Clarke
- Oleg Yankovski : Larsen
- Alec Guinness : le moissonneur
- Nikolaï Pastoukhov : gardien
- Igor Volkov : Arkadi
- Sergei Karlenkov : Lyosha

## Récompenses
- Fantastic'Arts 1996 : Prix du Jury